# ميد إن جيرماني

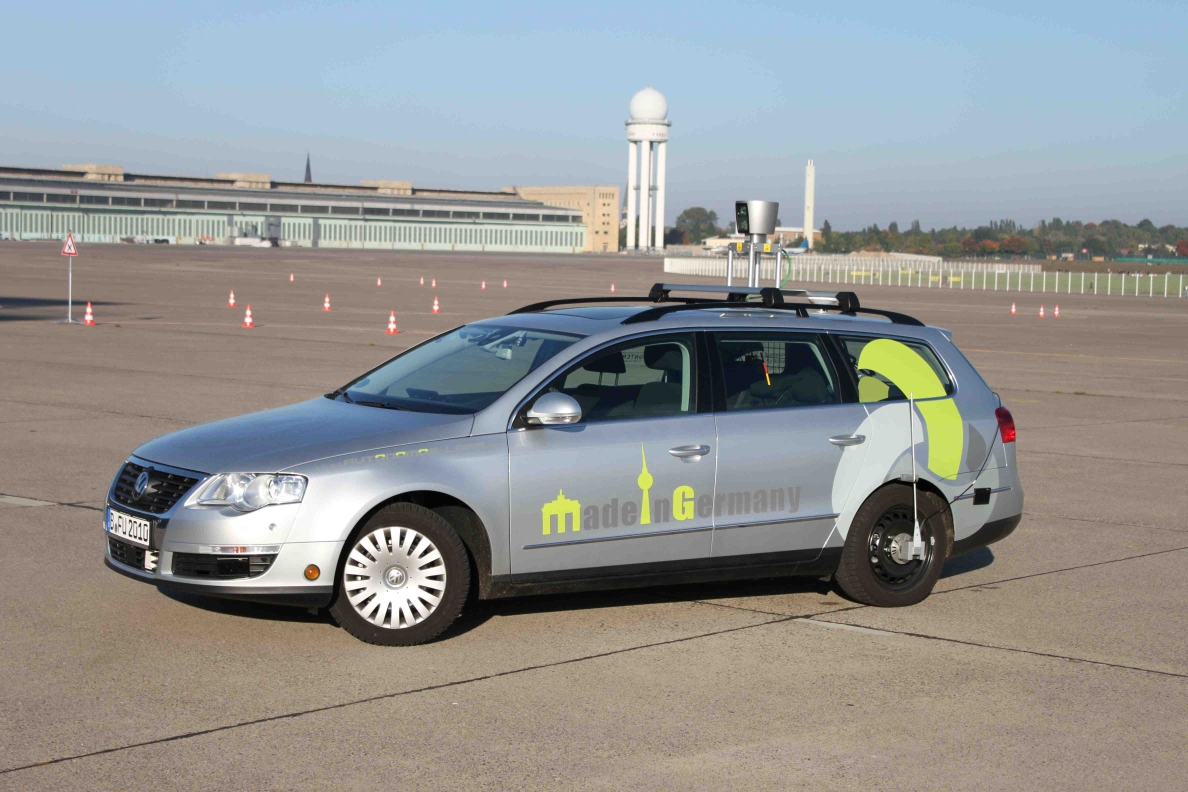

ميد إن جيرماني (MadeInGermany) هي سيارة ألمانيا ذات قيادة ذاتية (بلا سائق)  والتي طورت منذ العام 2011. تعتبر السيارة لاحقة لسيارة روح برلين (Spirit of Berlin) . تتبع السيارة في بنيتها سيارة فولفس فاغن باسات النسخة 3C وتستخدك التحكم الآلي، الذي يمكن السيارة من القيادة الذاتية بشكل كامل. يتم تجاوز العقبات المرورية عبر أنظمة ليزرية ورادارية متعددة بالإضافة للكاميرات لمراقبة إشارات الأمور والخطوط الأرضية. كما أن المستشعرات تعمل بمراقبة بزاوية 360َّ° حول السيارة.
ميد إن جيرماني تتواجد بشكل أساسي في برلين وقطعت حتى الآن أكثر من 3000 كيلومتر في مدينة برلين على الطرق السريعة دون تدخل بشري. في أيلول / سبتمبر 2011 ، سارت السيارة من مركز المؤتمرات العالمي إلى بوابة براندنبورغ وبمواكبة الصحافة ووسائل الإعلام . الهدف الرئيسي من السيارة هي السير المتموقع (عبر تقنية الأقمار الصناعية) الصحيح في المناطق الحضرية كالمدن وقدرتها على مراعاة قواعد السير وإشارات المرور بشكل سليم.
بالإضافة إلى القيادة الذاتية، فلدى السيارة قابلية للتحكم عبر مداخل عديدة. وبشكل شبه آلي يمكن تطبيق التحكم بالعين والدماغ (حاسوب العقل الوسيط). هذا أيضا يسمح للمعاقين بقيادة السيارة في المدن. كما تك عمل تطبيقات للهواتف الذكية للتحكم في السيارة عبر الآيفون والآيباد .

## وصلات خارجية
- AutoNOMOS Labs – Macher von "Spirit of Berlin", "e-instein" und "MadeInGermany"